# Lac Vimont (Lac-Ashuapmushuan)
Pour les articles homonymes, voir Vimont.
Le lac Vimont est un plan d'eau douce du territoire non organisé de Lac-Ashuapmushuan, dans la partie Nord-Ouest de la municipalité régionale de comté (MRC) Le Domaine-du-Roy, dans la région administrative du Saguenay-Lac-Saint-Jean, dans la province de Québec, au Canada. Ce lac s’étend presque entièrement dans le canton de Vimont, sauf la partie Nord qui déborde sur environ 0,25 km dans le canton de Rinfret.
La foresterie constitue la principale activité économique du secteur. Les activités récréotouristiques arrivent en second.
Une route forestière dessert la partie Est du lac ; la route R0210 (sens Nord-Sud) dessert la partie Ouest en provenance du Sud où elle se connecte à la route forestière route 167 reliant Chibougamau à Saint-Félicien (Québec). Le chemin de fer du Canadien National longe cette route.
La surface du lac Vimont est habituellement gelée du début novembre à la mi-mai, toutefois la circulation sécuritaire sur la glace se fait généralement de la mi-novembre à la mi-avril.

## Géographie
Le lac Vimont comporte une longueur de 9,4 km, une largeur maximale de 3,7 km et une altitude de 413 m. La partie Sud du lac comporte un archipel.
L’embouchure du lac Vimont est localisé à :
- 5,3 km à l’Est de l’embouchure de la décharge du lac Vimont ;
- 22,7 km au Nord-Est de l’embouchure du lac Boisvert (rivière Normandin) (confluence avec le lac Charron (rivière Normandin)) ;
- 39,9 km au Nord de l’embouchure du lac Nicabau (lequel est traversé par la rivière Normandin) ;
- 56,1 km au Nord-Ouest de l’embouchure de la rivière Normandin (confluence avec le lac Ashuapmushuan) ;
- 165 km au Nord-Ouest de l’embouchure de la rivière Ashuapmushuan (confluence avec le lac Saint-Jean) ;
- 199 km au Nord-Ouest de l’embouchure du lac Saint-Jean (confluence avec la rivière Saguenay)[1].

Les principaux bassins versants voisins du lac Vimont sont :
- côté Nord : rivière Boisvert (rivière Normandin), rivière Hogan, lac Waconichi, lac Mistassini ;
- côté Est : lac Barthelémy, rivière Dobleau, rivière du Chef, rivière Nestaocano, rivière Ashuapmushuan ;
- côté Sud : rivière Chaudière (rivière Normandin), Lac de l’Aventure, lac Chaudière, ruisseau Atouk, rivière Normandin, lac Aigremont ;
- côté Ouest : rivière Boisvert (rivière Normandin), rivière Armitage, lac Chibougamau, rivière Énard.

Le lac Vimont se déverse au fond d’une baie sur la rive Ouest où le courant descend 0,4 km vers l’Ouest jusqu’à la rive Sud-Est du lac Rubens que le courant traverse sur 1,9 km vers le Nord. De là, le courant coule sur 7,8 km d’abord vers le Sud-Ouest, puis l’Ouest jusqu’au "lac de la Poulie" lequel est traversé par le courant de la rivière Boisvert (rivière Normandin).
De là, le courant coule 41,9 km, d’abord vers l’Ouest, puis vers le Sud, jusqu’au lac Charron (rivière Normandin) que le courant traverse sur 4,3 km jusqu’à son embouchure situé au pont de la route 167.
À partir de ce pont routier, le courant traverse le lac la Blanche sur 7,4 km, le lac Jourdain sur 9,8 km et le lac Nicabau sur 9,7 km, jusqu’au barrage à son embouchure. De là, le courant descend vers le Sud-Est la rivière Normandin sur 38,7 km, jusqu’à la rive Nord-Ouest du lac Ashuapmushuan. Puis, le courant emprunte le cours de la rivière Ashuapmushuan qui se déverse à Saint-Félicien (Québec) sur la rive Ouest du lac Saint-Jean.

## Toponymie
Cet hydronyme est relié au nom du canton de Vimont.
Ces toponymes évoquent l’œuvre de vie du père jésuite Barthélemy Vimont (Lisieux, France, 1594 - Vannes, France, 1667). Venu en Nouvelle-France en 1629, il est d’abord assigné comme chapelain d'une garnison près de Cap-Breton, en 1629, où il dut s'arrêter, en raison du naufrage du navire du capitaine Charles Daniel. En 1630, il est rappelé en France en raison de l'occupation de Québec par les frères Kirke. Il revient à Québec en compagnie des pères jésuites Pierre-Joseph-Marie Chaumonot et Joseph Antoine Poncet de la Rivière, de Marie Guyart dite Marie de l'Incarnation et de Marie-Madeleine Chauvigny de La Peltrie, le 1er août 1639. Supérieur général des Jésuites (1639-1645), le père Vimont assiste à la fondation de Montréal de Paul Chomedey de Maisonneuve qu’il décrit dans la relation de 1642.
Après un séjour en France, de 1645 à 1648, il revient à Québec où il exerce son ministère, ainsi que dans les paroisses environnantes jusqu'en 1659. Il quitte la Nouvelle-France pour la France où décédera huit ans plus tard,.
Le toponyme « lac Vimont » a été officialisé le 5 décembre 1968 par la Commission de toponymie du Québec.